# Lý Thế Hiền
Lý Thế Hiền là một lãnh đạo quân sự cao cấp trong Thái Bình Thiên Quốc,một nhà nước chống lại nhà Thanh trong lịch sử Trung Quốc.Ông là em trai của Trung vương Lý Tú Thành, ông nắm giữ chức vị Thị vương trong bộ máy quân sự quốc gia này, ông đã từng dẫn quân bao vây Kỳ Môn vào tháng 11 năm 1858 và giao chiến với tướng Hoàng Thiếu Xuân do Tả Tông Đường của nhà Thanh cử tới.Khi anh ông rời khỏi Tô Châu đã từng trao cho ông thanh gươm báu đã cùng anh ông chinh chiến sa trường nhưng sau bị rơi vào tay tướng Anh quốc là Charles George Gordon tại Liyang,Trung Quốc. Vào thời kỳ cuối của Thái Bình Thiên Quốc ông và anh trai là những vị vương quan trọng bậc nhất của nhà nước Thái Bình Thiên Quốc.